# Henry L. Giclas
Henry Lee Giclas (Flagstaff, 9 de dezembro de 1910 - Flagstaff, 2 de abril de 2007) foi um astrônomo estadunidense e um descobridor de planetas e cometas menores.

## Biografia
Trabalhou no Observatório Lowell usando o comparador de piscadas e contratou Robert Burnham Jr. para trabalhar com ele. Também trabalhou em uma notável pesquisa que descobriu o cometa Giclas 99-49.
Henry Giclas é creditado pelo Minor Planet Center com a descoberta de 17 planetas menores numerados entre 1943 e 1978, incluindo 2201 Oljato - provisoriamente identificado como o corpo pai da chuva de meteoros "Chi Orionids" - e 2061 Anza, dois próximos. Asteróides da terra do grupo Apollo e Amor, respectivamente. 
Também descobriu o 84P/ Giclas em 1978, um cometa periódico da família Júpiter.

## Morte
Henry Giclas morreu de vítima de um acidente vascular cerebral aos 96 anos em Flagstaff no estado do Arizona. A cratera Giclas em Plutão, assim como o asteroide 1741 Giclas, descoberto pelo Programa de asteroides de Indiana em 1960, são nomeadas em sua homenagem.

## Descobertas
São descobertas do astrônomo:
| 1886 Lowell      | 21 de junho de         |
| 2061 Anza        | 22 de outubro de 1960  |
| 2118 Flagstaff   | 5 de agosto de 1978    |
| 2201 Oljato      | 12 de dezembro de      |
| 2313 Aruna       | 15 de outubro de 1976  |
| 2347 Vinata      | 7 de outubro de 1936   |
| 2415 Ganesa      | 28 de outubro de 1978  |
| 3110 Wagman      | 28 de setembro de 1975 |
| 3177 Chillicothe | 8 de janeiro de 1974   |
| 3382 Cassidy     | 7 de setembro de 1948  |
| 3487 Edgeworth   | 28 de outubro de 1978  |
| 3695 Fiala       | 21 de outubro de 1973  |
| 6277 Siok        | 24 de agosto de 1949   |
| (7731) 1978 UV   | 28 de outubro de 1978  |
| (10451) 1975 SE  | 28 de setembro de 1975 |
| (15204) 1978 UG  | 28 de outubro de 1978  |
| (17353) 1975 TE  | 10 de outubro de 1975  |